# Grzebień mostka

Szkielet gołębia z grzebieniem (nr 6)

Grzebień (łac. spina) – w anatomii ptaków jest terminem określającym wyrostek na mostku; wyrostek ten przebiega wzdłuż mostka i kończy się za nim, leży w płaszczyźnie prostopadłej do niego i do powierzchni utworzonej przez żebra. Do mostka przyczepione są mięśnie odpowiedzialne za poruszanie skrzydłami w locie: mięsień piersiowy i mięsień kruczo-ramienny. Grzebień nie występuje u wszystkich ptaków. Wiele ptaków nielotnych nie posiada grzebienia.